# ۱۱۲۳ (قمری)
۱۱۲۳ (قمری)، هزار و صد و بیست و سومین سال در گاهشماری هجری قمری است. اول محرم این سال برابر با نوزدهم فوریه سال ۱۷۱۱ میلادی است.